# Ольговка (Липецкая область)
Ольговка — деревня в Добринском районе Липецкой области России. Входит в сельское поселение Богородицкий сельсовет.

## География
На сегодняшний день населенные пункты станция Плавица, деревни Благодать и Ольговка, поселок Пролетарий представляют собой единый жилой комплекс, несмотря на разные административные названия. Границы между этими населенными пунктами не определены, так как и не существует четкого понимания где именно заканчивается один населенный пункт и начинается другой. Кадастровый учет земельных участков также запутан. Существуют земельные участки по кадастровому учету принадлежащие одним населенным пунктам, в то время когда они находятся на территории других.
Название — от имени владельцы. Так же имело второе название по фамилии владельцев Кожино.

## История
Возникла около 1780 года как владельческое сельцо поручицы Ольги Васильевны Кожиной, урожденной Бородиной.
В конце XIX века вблизи деревни располагался хутор Николая Иосифовича Кожина. До 1928 года Ольговка входила в состав Барятинской волости Усманского уезда Тамбовской губернии.

## Население
В 1914 году в деревне проживало 398 человек и имелась земская школа.
| 2010 |
| ---- |
| 484  |